# عملکرد دیداری فضایی
عملکرد دیداری-فضایی یا عملکرد بصری-فضایی (به انگلیسی: Visuospatial function) به فرآیندهای شناختی لازم برای «شناسایی، ادغام و تحلیل فضا و فرم بصری، جزئیات، ساختار و روابط فضایی» در بیش از یک بعد ادراکی اشاره دارد. عملکرد دیداری فضایی به‌طور کلی از سه فرایند مهارت‌های دیداری-فضایی، پردازش دیداری فضایی و حافظه دیداری-فضایی تشکیل شده‌است.
مهارت‌های دیداری-فضایی برای حرکت، درک عمق، فاصله و ناوبری فضایی مورد نیاز است. اختلال در مهارت‌های بینایی فضایی می‌تواند به عنوان مثال منجر به توانایی ضعیف رانندگی (زیرا مسافت‌ها به درستی ارزیابی نمی‌شوند) یا مشکل در جهت‌یابی در فضا مانند برخورد با اشیا شود. پردازش دیداری فضایی به «توانایی درک، تجزیه و تحلیل، سنتز، دستکاری و تبدیل الگوها و تصاویر بصری» اشاره دارد. همچنین حافظه دیداری-فضایی (VSWM) در به یاد آوردن و دستکاری تصاویر برای حفظ جهت در فضا و پیگیری موقعیت اشیاء متحرک نقش دارد.
مطالعات نشان می‌دهد که وظایف دیداری-فضایی نواحی مختلف قشری مانند V5 (ناحیه برودمن) لوبول جداری فوقانی، محل اتصال جداری-اکسیپیتال و نواحی پیش حرکتی را فعال می‌کنند. یکی از تست‌های عصبی روان‌شناختی ایجاد شده برای ارزیابی عملکرد فضایی فضایی VOSP (ادراک فضا و جسم بصری) است. اختلال اولیه در عملکرد بینایی فضایی در مجموعه ای از مشکلات یا آسیب‌های مغزی مانند زوال عقل با اجسام لویی و سایر شرایط یافت می‌شود.